# کراسنوهوریفکا

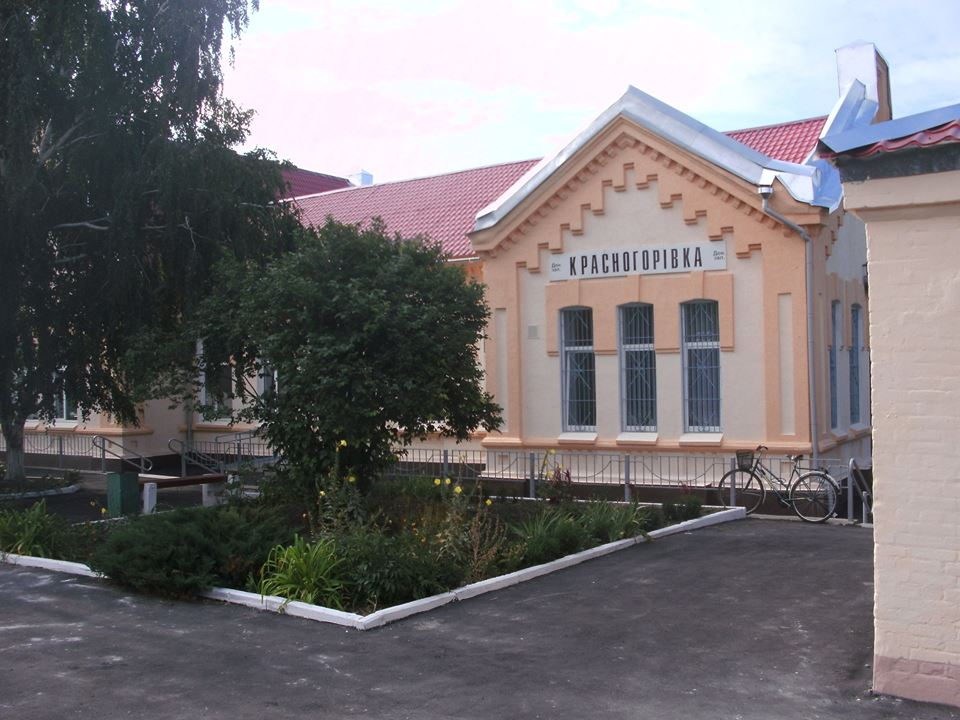
نمایی از ایستگاه قطار شهر کراسنوهوریفکا، در استان دونتسک - ۲۰۱۳

کراسنوهوریفکا (به روسی: Красногорівка) شهری در استان دونتسک در کشور اوکراین است. جمعیت این شهر ۱۴,۹۱۷ نفر (۲۰۲۱ تخمینی)است.